# Andrea Gasbarroni
Andrea Gasbarroni (Torino, 1981. augusztus 6. –) olasz középpályás labdarúgó, 2012 óta a Monza játékosa.

## Pályafutása
Támadó középpályásként, aki képes szélsőként vagy hátravont ékként is játszani, Gasbarroni pályafutását a Juventus utánpótlásában kezdte, de miután a Primavera-csapatba került, kölcsönadták a Varesének, később eladták a Sampdoriának, de játékjogának egy része a torinói csapatnál maradt. 2003 nyarán a Palermóhoz került, szintén közös tulajdonban 1 291 000 euróért, 2006 júniusában vásárolták vissza.
Miután Marco Marchionni 2006 júniusában ingyenes csere keretében a Juventus FC csapatához igazolt, Gasbarroni a Parmához került. Ide 1,5 millió euróért adták el.
A Genoa 2008 júliusában végleg szerződtette 2 millió euróért, mellette adták még Magnus Troest játékjogának 1,5 milliót érő felét, az 1,9 milliót érő Julio César de León is a Parma játékosa lett, Alessandro Lucarelli 1,2 millió eurót ért. 2009. február 2-án a Torino FC meherősítette a támadószélt, 500 000 euróért közös tulajdonba vette a Genoával. Az üzlet 2009 júniusában vált véglegessé, amikor a Genoa nem utasította el a Torino ajánlatát a játékos játékjogának másik feléért

## Válogatottban
Andrea Gasbarroni tagja volt a bronzérmes olasz futballválogatottnak a 2004-es nyári olimpia futballtornáján.

## Játékstílusa
Kreativitásáról és cselezési technikájáról ismert, ezért leggyakrabban az elülső középpályán játszik, ahol képességeit a legjobban kamatoztathatja.

## Fordítás
Ez a szócikk részben vagy egészben  az   Andrea Gasbarroni című angol Wikipédia-szócikk ezen változatának fordításán alapul.  Az eredeti cikk szerkesztőit annak laptörténete sorolja fel. Ez a jelzés csupán a megfogalmazás eredetét és a szerzői jogokat jelzi, nem szolgál a cikkben szereplő információk forrásmegjelöléseként.